# Montenegro op het Eurovisiesongfestival 2009
Montenegro nam deel aan het Eurovisiesongfestival 2009 in Moskou, Rusland. Het was de derde deelname van het land op het Eurovisiesongfestival. RTCG was verantwoordelijk voor de Montenegrijnse bijdrage voor de editie van 2008. Andrea Demirovic wist in Belgrado met het lied Just get out of my life de finale niet te bereiken.

## Selectieprocedure
Er werd voor dit jaar een volledig nieuwe procedure ontwikkeld. Tot 20 januari 2009 kon iedereen een gewenst lied insturen waarna de openbare omroep het beste eruit koos. Daarna ging men op zoek naar de perfecte kandidaat voor het lied.
Op 23 januari 2009 werd bekend dat Andrea Demirovic het lied Just get out of my life zou brengen in Moskou.

## In Moskou
In Rusland moest Montenegro eerst aantreden in een van de twee halve finales. Montenegro werd ingeloot in de eerste halve finale. Men was als eerste van 19 artiesten aan de beurt, gevolgd door Tsjechië.
Op het einde van de avond bleek men opnieuw niet in de enveloppen te zitten. Men eindigde op een 11de plaats met 44 punten.
België had geen punten over voor deze inzending en Nederland zat in de andere halve finale.

### Gekregen punten

#### Halve Finale 1
| 12 punten           | 10 punten               | 8 punten          | 7 punten                  | 6 punten                      |
| ------------------- | ----------------------- | ----------------- | ------------------------- | ----------------------------- |
|                     | - Bosnië en Herzegovina | - Noord-Macedonië |                           | - Malta                       |
| 5 punten            | 4 punten                | 3 punten          | 2 punten                  | 1 punt                        |
| - Armenië - Turkije |                         | - Wit-Rusland     | - Duitsland - Zwitserland | - Andorra - Israël - Portugal |

### Punten gegeven door Montenegro

#### Halve Finale 1
Punten gegeven in de halve finale:
| 12 punten | Bosnië en Herzegovina |
| 10 punten | Noord-Macedonië       |
| 8 punten  | Turkije               |
| 7 punten  | IJsland               |
| 6 punten  | Roemenië              |
| 5 punten  | Israël                |
| 4 punten  | Armenië               |
| 3 punten  | Finland               |
| 2 punten  | Wit-Rusland           |
| 1 punt    | Malta                 |

#### Finale
Punten gegeven in de finale:
| 12 punten | Bosnië en Herzegovina |
| 10 punten | Noorwegen             |
| 8 punten  | Kroatië               |
| 7 punten  | Albanië               |
| 6 punten  | Azerbeidzjan          |
| 5 punten  | IJsland               |
| 4 punten  | Israël                |
| 3 punten  | Turkije               |
| 2 punten  | Griekenland           |
| 1 punt    | Frankrijk             |

| 12 punten | Noorwegen             |
| 10 punten | Bosnië en Herzegovina |
| 8 punten  | IJsland               |
| 7 punten  | Kroatië               |
| 6 punten  | Israël                |
| 5 punten  | Albanië               |
| 4 punten  | Frankrijk             |
| 3 punten  | Malta                 |
| 2 punten  | Zweden                |
| 1 punt    | Estland               |

| 12 punten | Bosnië en Herzegovina |
| 10 punten | Kroatië               |
| 8 punten  | Azerbeidzjan          |
| 7 punten  | Noorwegen             |
| 6 punten  | Albanië               |
| 5 punten  | Turkije               |
| 4 punten  | Griekenland           |
| 3 punten  | Rusland               |
| 2 punten  | Roemenië              |
| 1 punt    | Oekraïne              |